# Rosa Canales
Rosa Bolivia Canales Cevallos (Cantón Marcelino Maridueña, 1974-ib., 2 de mayo de 2020), fue una árbitra de fútbol ecuatoriana.  

## Biografía

### Carrera profesional
Fue la primera mujer árbitra del fútbol ecuatoriano. En 1998 debutó, a la edad de 19 años, en el fútbol profesional asistiendo en la primera y segunda división del campeonato de fútbol ecuatoriano. También arbitró en partidos de la Copa Libertadores de América, en la Copa Mundial Femenina de Fútbol Sub-19 de 2004 disputada en Tailandia y en la Copa Mundial Femenina de Fútbol de 2007 disputada en China.
La exjueza FIFA se retiró del arbitraje profesional en 2013, y trabajó como instructora de árbitros en la provincia del Guayas.
En noviembre de 2019 fue diagnosticada con la enfermedad de Hodgkin, un tipo de cáncer abdominal. Falleció el 2 de junio de 2020, a la edad de 46 años.